# Peter Eberhard Müllensiefen
Peter Eberhard Müllensiefen (né le 7 mars 1766 à Ründeroth (aujourd'hui Engelskirchen), mort le 10 avril 1847 à Crengeldanz (aujourd'hui Witten)) est un industriel et homme politique allemand.

## Biographie
Il vient d'une famille riche protestante de propriétaires et de commerçants. À la demande de son père, il va devenir pasteur. À quinze ans, il apprend le commerce auprès de Johann Caspar Rumpe (de) à Altena. En 1794, il épouse Wilhelmine, la fille de son employeur. En 1797, naît leur fille, mais la mère meurt en couches.
Il se marie une seconde fois en 1798 avec Henrietta Wilhelmina Riedel. Ils auront neuf enfants dont Gustav et Theodor (de) qui reprendront ses affaires.
Après avoir été employé durant sept ans, il devient fondé de pouvoir puis associé. Il se sépare du père de sa première femme après la mort de la mort de cette dernière.
En 1800, il fonde avec Johann Hermann Altgeldt une fabrique d'aiguille. Son nouveau mode de production et des aiguilles de meilleure qualité font un succès industriel à Iserlohn. L'association dure quelques années. En 1811, après l'invasion des soldats français, Müllensiefen collabore avec eux et soutient la politique de Napoléon pour en profiter.
Müllensiefen publie son opinion sur les questions économiques. Il devient un expert en Prusse-Occidentale, il est particulièrement consulté sur la question des monopoles.
À la demande de son épouse, Müllensiefen s'engage dans les guerres de libération de l'État prussien en 1814 puis en politique même. Il postule pour diriger l'arrondissement d'Iserlohn (de) en 1817 et prend ses fonctions en janvier 1818. Le problème majeure est la minorité catholique, héritage de l'ancien duché de Westphalie, qui s'oppose au nouveau régime. Il rapproche les communautés protestante et catholique en établissant une égalité en droits. En raison de son âge, il démissionne en mars 1836. Il écrit de 1837 à 1839 une autobiographie manuscrite de 2000 pages.
Bien que Müllensiefen soit protestant, sa croyance religieuse n'est pas orthodoxe. Il est un adepte d'Emanuel Swedenborg et proche de Johann Friedrich Immanuel Tafel qui est l'un des premiers à introduire sa doctrine en Allemagne. En 1832, une fille de Müllensiefen épouse Tafel. Plus tard, il publie une brochure appelant à une nouvelle église swedenborgienne.
En 1814, il est membre de la société biblique fondée à Iselhorn par Friedrich von Scheibler autour du pasteur Johann Abraham Strauß, à laquelle adhère aussi Ludwig von Vincke. Il est aussi membre de la même société littéraire que Scheibler, Vincke, Johann Caspar Harkort, présidée par Friedrich Bährens.